# Costus scaber
Espèce
Classification phylogénétique
Costus scaber est une espèce de plante vivace de la famille des Costaceae.
Elle est originaire d'Amérique tropicale.

## Description

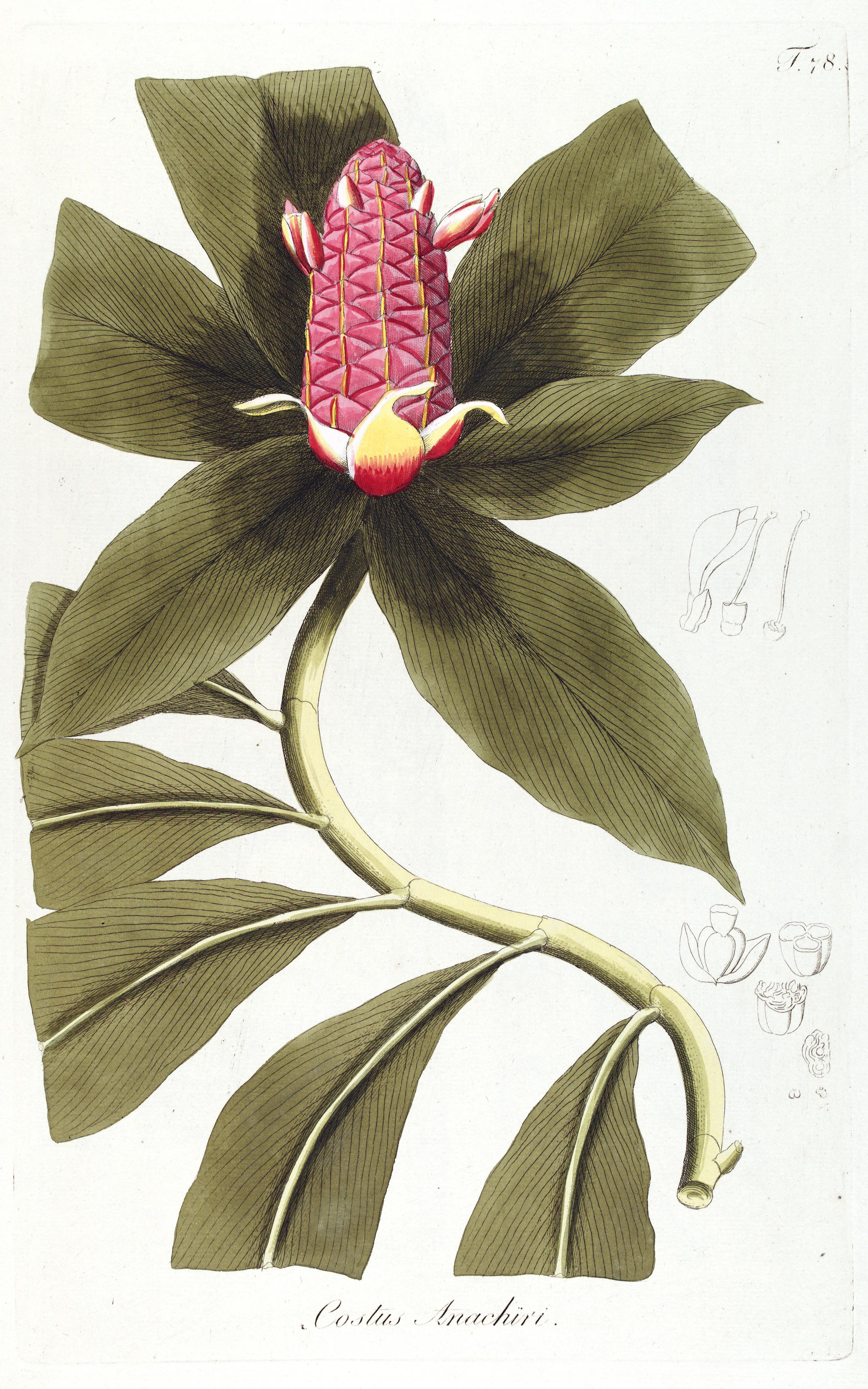
T. 78 Fragmenta botanica, figuris coloratis illustrata.

L'espèce a été décrite pour la première fois en 1798 par Ruiz et Pav.

## Utilisation
- En Colombie:
  - Medicinale:
    - Febrifuge et problèmes de reins
    - Antidote, piqûre de serpent
    - Pour contrer insolation et soif

- Ornementale

## Synonymes
- Costus anachiri Jacq., Fragm. Bot.: 55 (1806).
- Costus quintus Roem. & Schult., Syst. Veg. 1: 26 (1817), nom. inval.
- Costus ciliatus Miq., Linnaea 18: 73 (1844).
- Costus cylindricus var. anachiri (Jacq.) Petersen in C.F.P.von Martius & auct. suc. (eds.), Fl. Bras. 3(3): 54 (1890).
- Costus cylindricus var. ciliatus (Miq.) Petersen in C.F.P.von Martius & auct. suc. (eds.), Fl. Bras. 3(3): 54 (1890).
- Costus scaberulus Rich. ex Gagnep., Bull. Soc. Bot. France 49: 99 (1902).
- Costus nutans K.Schum. in H.G.A.Engler (ed.), Pflanzenr., IV, 46: 407 (1904).
- Costus puchucupango J.F.Macbr., Publ. Field Mus. Nat. Hist., Bot. Ser. 11: 49 (1931).
- Costus tatei Rusby, Phytologia 1: 51 (1934).